# Ellen Samyn
Ellen Samyn (Roeselare, 23 september 1980) is een Belgisch Vlaams-nationalistisch politica voor het Vlaams Belang.

## Levensloop
Tijdens haar hogere studies engageerde Samyn zich binnen de Nationalistische Studentenvereniging (NSV). Ook werd ze lid van verschillende verenigingen binnen de Vlaamse Beweging.
Van 2001 tot 2019 werkte ze als assistente voor Vlaams Belang-boegbeeld Gerolf Annemans: van 2001 tot 2012 in de Kamer van volksvertegenwoordigers, van 2012 tot 2014 op het secretariaat van het VB-voorzitterschap en van 2014 tot 2019 als geaccrediteerd medewerkster in het Europees Parlement. Ook Samyn werd politiek actief voor het Vlaams Belang en was van 2007 tot 2018 OCMW-raadslid van Brasschaat.
Bij de federale verkiezingen van 26 mei 2019 werd ze vanop de tweede plaats van de Vlaams Belang-lijst in de kieskring Antwerpen verkozen tot lid van de Kamer van volksvertegenwoordigers. In de Kamer werd ze lid van de commissie Sociale Zaken waar ze voornamelijk de materies pensioenen, armoede en personen met een handicap opvolgde. In de commissie Buitenlandse Betrekkingen legde ze zich vooral toe op mensenrechtendossiers, zoals christenvervolgingen in de wereld, vrouwenrechten en rechten van politieke gevangenen en gijzelaars in Iran of de situatie van blanke boeren in Zuid-Afrika.
Ook werd Samyn afgevaardigd naar de Parlementaire Vergadering van de Organisatie voor Veiligheid en Samenwerking in Europa (OVSE). In Vlaanderen en Armenië werd ze opgemerkt als verdediger van de soevereiniteit en onafhankelijkheid van Armenië en de ondertussen verdwenen republiek Nagorno-Karabach (Artsach).
Bij de federale verkiezingen van 9 juni 2024 werd ze opnieuw vanop de tweede plaats op de Vlaams Belang-lijst in de kieskring Antwerpen verkozen met 19.379 voorkeurstemmen. In haar tweede legislatuur als Kamerlid werd Samyn opnieuw lid van de commissie Buitenlandse Betrekkingen en ondervoorzitter van de commissie Sociale Zaken, Werk en Pensioenen en werd ze eveneens weer afgevaardigd naar de Parlementaire Vergadering van de OVSE.
Haar echtgenoot Dimitri Hoegaerts is sinds 1995 voor het Vlaams Belang gemeenteraadslid van Brasschaat. Het echtpaar heeft een zoon.